# 科薩基夫卡 (赫爾松州)
47°1′43″N 34°21′22″E / 47.02861°N 34.35611°E

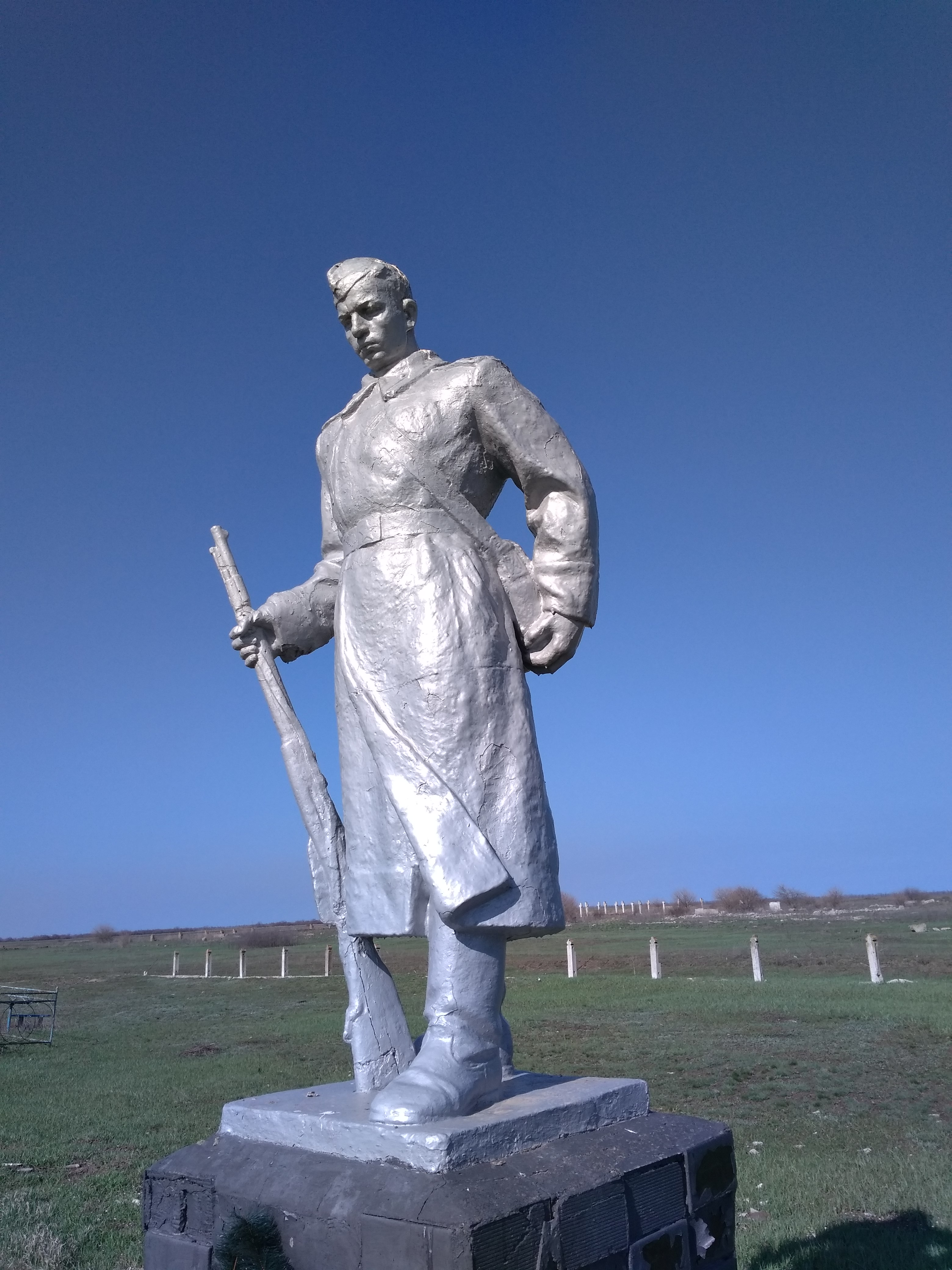
位于科萨基夫卡村的第二次世界大战士兵纪念碑

科薩基夫卡（羅馬化：Kosakivka）是位於烏克蘭南部赫爾松州海尼切斯克區下錫羅霍濟市鎮的村莊。該村面積29.1平方公里，海拔高度64米，2001年人口73，人口密度每平方公里2.5人。